# Quỹ đạo halo

Quỹ đạo halo quay quanh điểm Lagrangian,, or (quỹ đạo không được hiển thị trong biểu đồ).

Một quỹ đạo halo là quỹ đạo tuần hoàn, ba chiều ở gần một trong các điểm Lagrange L1, L2 hoặc L3 trong bài toán ba vật thể của ngành cơ học quỹ đạo. Mặc dù một điểm Lagrange chỉ là một điểm trong không gian trống rỗng, nhưng đặc điểm dị biệt của nó là có thể quay quanh nó đuợc, theo một quỹ đạo Lissajous hoặc một quỹ đạo halo. Quỹ đạo halo có thể được coi là kết quả của sự tương tác giữa lực hấp dẫn của hai thiên thể hành tinh và lực hướng tâm cùng với Coriolis tác động trên một tàu vũ trụ. Bất cứ trong hệ thống ba thiên thể nào cũng có các quỹ đạo halo, ví dụ như, hệ thống vệ tinh quay quanh Mặt trời-Trái đất, hoặc hệ thống vệ tinh quay quanh Trái đất–Mặt trăng. Tại cứ mỗi điểm Lagrange thì có những "dòng họ" của quỹ đạo halo, phủ liên tục cả Bắc lẫn Nam. Bởi vì quỹ đạo halo có xu hướng bất ổn định, bảo trì trạm là cần thiết để giữ vững vệ tinh quay trên quỹ đạo.
Hầu hết các vệ tinh trong quỹ đạo halo đều phục vụ cho mục đích khoa học, ví dụ như kính thiên văn vũ trụ.

## Định nghĩa và lịch sử
Robert W. Farquhar là người đầu tiên sử dụng tên "halo" cho các quỹ đạo này trong luận án Tiến sĩ của ông năm 1968. Farquhar ủng hộ việc sử dụng tàu vũ trụ trên một quỹ đạo như vậy đi xa hơn Mặt trăng (điểm L2 của Trái đất-Mặt trăng) làm trạm chuyển tiếp thông tin liên lạc cho sứ mệnh Apollo ở phía xa của Mặt trăng. Một tàu vũ trụ trong quỹ đạo như vậy sẽ ở trong tầm nhìn liên tục thấy cả Trái đất và phía xa của Mặt trăng, trong khi đó quỹ đạo Lissajous sẽ đôi khi làm cho tàu vũ trụ đi xa hơn Mặt trăng. Rốt cuộc rồi lại không có vệ tinh chuyển tiếp nào được phóng cho Apollo, vì tất cả các cuộc đổ bộ đều ở phía gần của Mặt trăng.
Vào tháng 5 năm 2018, ý tưởng ban đầu của Farquhar cuối cùng cũng đã thành hiện thực khi Trung Quốc đặt vệ tinh Thước kiều, vệ tinh chuyển tiếp thông tin liên lạc đầu tiên vào quỹ đạo halo quay quanh điểm L2 của Trái đất-Mặt trăng. Vào ngày 3 tháng 1 năm 2019, tàu vũ trụ Thường Nga 4 đã hạ cánh xuống miệng núi lửa Von Kármán ở phía xa của Mặt trăng, sử dụng vệ tinh chuyển tiếp Thước kiều để liên lạc với Trái đất.